# NK Polog
NK Polog, hrv. bosanskohercegovački klub iz Pologa kod Mostara. 

## Povijest
Osnovan je 1980. godine. Najprije se natjecao u ligi Mostarsko blato, potom u općinskoj i neposredno prije Domovinskog rata u regionalnoj ligi. Nogometni klub je osvojio regionalnu ligu 1986., 1987. i 1989. godine. Klub je djelovao uz prekide u radu.

## Vanjske poveznice
- E-kapija NK Polog